# Paul Donovan (Leichtathlet)
Paul Donovan (* 11. Juli 1963 in Galway) ist ein ehemaliger irischer Leichtathlet, der im Mittel- und Langstreckenlauf spezialisiert war. Seinen größten sportlichen Erfolg feierte er mit dem Gewinn der Silbermedaille über 3000 Meter bei den Hallenweltmeisterschaften 1987 in Indianapolis.

## Sportliche Laufbahn
Erste internationale Erfahrungen sammelte Paul Donovan bei den Crosslauf-Weltmeisterschaften 1979 in Limerick, bei denen er nach 24:34 min auf den 54. Platz im Juniorenrennen gelangte. Anschließend schied er bei den Junioreneuropameisterschaften in Bydgoszcz mit 8:33,65 min in der Vorrunde im 3000-Meter-Lauf aus. Bei den Crosslauf-Weltmeisterschaften 1981 in Madrid wurde er nach 22:56 min 18. im Juniorenrennen und in dieser Zeit begann er ein Studium an der University of Arkansas in den Vereinigten Staaten. 1984 nahm er an den Olympischen Sommerspielen in Los Angeles teil und schied dort mit 3:45,70 min in der ersten Runde im 1500-Meter-Lauf aus. 1985 wurde er NCAA-Hallenmeister über 1500 Meter sowie 1986 über 3000 Meter und über die Distanz-Staffel. Im selben Jahr gelangte er bei den Europameisterschaften in Stuttgart mit 13:37,56 min auf Rang zehn im 5000-Meter-Lauf. 1987 gewann er bei den erstmals ausgetragenen Hallenweltmeisterschaften in Indianapolis in 8:03,89 min die Silbermedaille über 3000 Meter hinter seinem Landsmann Frank O’Mara. 1992 nahm er über 5000 Meter erneut an den Olympischen Sommerspielen in Barcelona teil und kam dort mit 14:03,79 min nicht über den Vorlauf hinaus. Im Jahr darauf verpasste er bei den Hallenweltmeisterschaften in Toronto mit 8:03,69 min den Finaleinzug über 3000 Meter und im September kam er beim IAAF Grand Prix Final in London über 5000 Meter nicht ins Ziel. Bis 1995 war er vor allem als Pacemaker über 5000 Meter bei internationalen Top-Meetings im Einsatz, ehe er seine aktive sportliche Karriere im Alter von 32 Jahren beendete.
In den Jahren 1993 und 1995 wurde Donovan irischer Meister im 5000-Meter-Lauf.

## Persönliche Bestzeiten
- 1500 Meter: 3:38,31 min, 2. Juni 1984 in Eugene
  - 1500 Meter (Halle): 3:41,39 min, 27. Februar 1985 in Fayetteville
- Meile: 3:55,82 min, 3. Juli 1984 in Cork
  - Meile (Halle): 3:56,39 min, 25. Januar 1986 in Fayetteville
  - 3000 Meter (Halle): 7:47,95 min, 14. Februar 1987 in East Rutherford
- 2 Meilen (Halle): 8:25,39 min, 15. März 1987 in Cosford
- 5000 Meter: 13:23,16 min, 4. Juli 1992 in Oslo